# Marcus Wyatt (skeleton)
Marcus Wyatt, né le 14 décembre 1991 à Honiton, est un skeletoneur britannique qui a débuté à la compétition en 2015.

## Palmarès

### Championnats monde
- : médaillé d'argent aux championnats du monde de 2025.

### Coupe du monde
- Meilleur classement général : 2e en 2025.
- 12 podiums individuel : 2 victoires, 5 deuxièmes places et 5 troisièmes places.
- 2 podiums en mixte : 2 victoires.

#### Détails des victoires en Coupe du monde
| Édition   | Piste    | Total |
| 2022-2023 | Whistler | 1     |
| 2024-2025 | Sigulda  | 1     |

### Championnats d'Europe de skeleton
- : médaillé d'or en 2024.